# Прикључно вратило
Прикљично вратило је вратило које постоји код трактора и других радних машина и које служи за довођење дела снаге мотора на прикључну машину или приколицу. Обично се за сам пренос снаге користи карданово вратило.